# Rodtang Jitmuangnon
Tinnakorn Srisawat, plus connu sous le nom de Rodtang Jitmuangnon (thaï : รถถัง จิตรเมืองนนท์), né le 23 juillet 1997 dans la province de Phattalung à Pa Phayom, est un combattant de muay-thaï multiple champion du monde des poids mouches de ONE Championship.

## Biographie
Après avoir débuté le muay-thaï à sept ans, Rodtang Jitmuangnon part habiter à Bangkok à l'âge de 14 ans pour s'entraîner dans l’un des meilleurs clubs du pays, le Jitmuangnon Gym.
En 2018, Rodtang signe dans l’organisation asiatique ONE Championship et remporte le titre des poids mouches dès l’année suivante en battant Jonathan Haggerty (en) en muay thaï.
Le 22 mai 2022, le combattant thaïlandais affronte le vétéran de l'UFC Demetrious Johnson dans un combat en quatre rounds alternant muay thaï et arts martiaux mixtes, s'inclinant au deuxième round par soumission,. Il affronte aussi le champion Superlek.
Surnommé The Iron Man, Rodtang Jitmuangnon enchaîne les succès au ONE et défend à plusieurs reprises avec succès son titre de champion du monde de muay thaï.